# Филетизм
Филети́зм, или филетисм (греч. φυλετισμός — «расизм, трайбализм»), или этнофилетизм (от др.-греч. ἔθνος — «народ» + φυλή — «род, колено, племя»), — тенденция в поместных Православных церквях приносить общецерковные интересы в жертву национально-политическим, племенным. Осуждён как ересь на Поместном Константинопольском соборе 1872 года. Это понятие появилось в православной грекоязычной среде применительно к движению за церковную независимость Болгарии на основе её национальной обособленности.

## Определение собора 1872 года
В сентябре 1872 года Собор в Константинополе под председательством патриарха Константинопольского Анфима VI, где термин впервые был использован как официальное обозначение ереси, осудил его в связи с болгарской схизмой (односторонним провозглашением болгарским духовенством автокефалии своей национальной Церкви, тогда всё ещё находившейся в пределах Османской империи).
Постановление Константинопольского собора гласит:

Мы отвергаем и осуждаем племенное деление, то есть племенные различия, народные распри и разногласия в Христовой Церкви, как противные евангельскому учению и священным законам блаженных отцов наших, на коих утверждена Святая Церковь и которые, украшая человеческое общество, ведут к Божественному благочестию. Приемлющих такое деление по племенам и дерзающих основывать на нём небывалые доселе племенные сборища, мы провозглашаем, согласно священным канонам, чуждыми Единой Кафолической и Апостольской Церкви и настоящими схизматиками.

## Использование понятия в официальных церковных документах в XXI веке
В мае 2022 года во исполнение постановления Архиерейского собора Православной церкви Украины (ПЦУ) предстоятель ПЦУ обратился к Вселенскому патриарху и Предстоятелям поместных церквей, среди прочего, «по поводу привлечения российского Патриарха Кирилла к канонической ответственности и лишения его Патриаршего престола за распространение еретического этнофилетического учения на основе идеологии „русского мира“».